# Lacconotus pinicola
Lacconotus pinicola is een keversoort uit de familie Mycteridae. De wetenschappelijke naam van de soort is voor het eerst geldig gepubliceerd in 1879 door Horn.